# BU Волка
BU Волка (лат. BU Lupi) — одиночная переменная звезда в созвездии Волка на расстоянии (вычисленном из значения параллакса) приблизительно 17460 световых лет (около 5353 парсеков) от Солнца. Видимая звёздная величина звезды — от менее +16m до +13,2m.

## Характеристики
BU Волка — красная пульсирующая переменная звезда, мирида (M) спектрального класса Me. Эффективная температура — около 3768 K.